# Tonight (canción de Seether)
«Tonight» es una canción de la banda sudafricana de metal alternativo Seether. Fue lanzado el 7 de junio de 2011 como el segundo sencillo de su quinto álbum de estudio Holding Onto Strings Better Left to Fray (2011). Esta es también una de las últimas canciones que la banda grabó con el guitarrista principal Troy McLawhorn, quien dejó la banda antes del lanzamiento del álbum. Dos remezclas de esta canción aparecieron en el Remix EP de la banda.

## Antecedentes
Durante una entrevista, el baterista John Humphrey afirmó que "Tonight" es una de las últimas canciones que escribió la banda. "Shaun había preparado una demo de la canción y la estaba tocando para Dale [Stuart, bajista] y para mí. Estábamos sentados en la cola de Starbucks y Shaun empezó a reproducir la demo en su iPod y pensamos: 'Esta canción es increíble, tío'. Es una canción muy fuerte. Era muy melódica y lo mejor del pop-rock para Seether. Creo que es una canción muy fuerte y un gran sencillo".
Cuando le preguntaron cuáles eran sus canciones favoritas, Shaun Morgan comentó que la canción casi no llegó al álbum porque aún no se la había mostrado a la banda y luego explicó: "Pero una mañana me desperté antes del amanecer, de muy buen humor, y cambié por completo la letra por una positiva. Todo empezó a tomar forma. Más tarde ese día, en el estudio, le pedí a Brendan que la revisara. Solo nos quedaban dos días en el estudio, pero Brendan dijo: 'Tenemos que grabar esa canción ahora mismo'. Creo que captura y resume el sentimiento esperanzador del álbum". Dale Stewart luego dice que "'Tonight' es casi nostálgica, pero suena optimista. Es una canción muy fuerte y estoy emocionado por la posibilidad de que llegue a la radio. Creo que podría ser una gran canción para nosotros".

## Video musical
El video musical dirigido por Seth Dennemann se estrenó el 31 de octubre de 2011 en Vevo y en iTunes al día siguiente. El video muestra principalmente imágenes en vivo de la interpretación de la canción por parte de la banda en el Festival Uproar de 2011 en Indianápolis, Indiana, que se filmó el 17 de septiembre de 2011, junto con imágenes del backstage.

## Lista de canciones
- Descarga digital

1. "Tonight" – 3:44

## Posicionamiento en lista
| Lista (2011)                                  | Posición |
| --------------------------------------------- | -------- |
| Canadá (Canadian Hot 100)                     | 76       |
| Canadá (Canada Rock)                          | 4        |
| Estados Unidos (Bubbling Under Hot 100)       | 13       |
| Estados Unidos (Hot Rock & Alternative Songs) | 4        |
| Mexico Airplay (Billboard)                    | 34       |
| República Checa Rock (IFPI)                   | 4        |

## En otros medios
- Inmediatamente después de la conclusión de la edición del 16 de septiembre de 2011 de WWE Smackdown en el Air Canada Centre en Toronto, Ontario, Canadá el 13 de septiembre, la canción apareció en un video tributo al nativo de Toronto Edge durante una noche de reconocimiento en conmemoración de su carrera que fue filmada como una exclusiva en Blu-ray para You Think You Know Me: The Story of Edge.[9] Una versión abreviada del video resurgió tres meses después en la edición del 9 de enero de 2012 de WWE Raw cuando Edge fue anunciado como el cabeza de cartel principal del Salón de la Fama de la WWE de 2012.[10]